# Copa México 1965-66
La Copa México 1965-66 fue la 50.ª edición de la Copa México, la 23.ª en la era profesional.
El torneo empezó el 10 de febrero de 1966 y concluyó el 12 de abril de ese mismo año, en el cual el Club Necaxa logró el título por segunda vez.
En esta edición se jugó una fase de grupos entre los 16 equipos de la Primera División.

## Primera fase

### Grupo 1
| Equipo    | Pts. | PJ | PG | PE | PP | GF | GC | Dif |
| --------- | ---- | -- | -- | -- | -- | -- | -- | --- |
| León      | 11   | 6  | 5  | 1  | 0  | 15 | 6  | +9  |
| Morelia   | 7    | 6  | 3  | 1  | 2  | 11 | 10 | +1  |
| Monterrey | 3    | 6  | 1  | 1  | 4  | 4  | 8  | -4  |
| Atlante   | 3    | 6  | 1  | 1  | 4  | 3  | 9  | -6  |

### Grupo 2
| Equipo   | Pts. | PJ | PG | PE | PP | GF | GC | Dif |
| -------- | ---- | -- | -- | -- | -- | -- | -- | --- |
| Veracruz | 10   | 6  | 5  | 0  | 1  | 15 | 8  | +7  |
| Toluca   | 10   | 6  | 5  | 0  | 1  | 11 | 6  | +5  |
| UNAM     | 3    | 6  | 1  | 1  | 4  | 10 | 14 | -4  |
| Atlas    | 1    | 6  | 0  | 1  | 5  | 4  | 12 | -8  |

Desempate
| 23 de marzo de 1966 | Toluca                            | 3:0 (3:0) | Veracruz | Estadio Luis Dosal, Toluca de Lerdo |                            |
|                     | Vázquez 6', 38' · Epaminondas 31' |           |          | Árbitro(s): Vicente Medina          | Árbitro(s): Vicente Medina |

### Grupo 3
| Equipo      | Pts. | PJ | PG | PE | PP | GF | GC | Dif |
| ----------- | ---- | -- | -- | -- | -- | -- | -- | --- |
| América     | 10   | 6  | 4  | 2  | 0  | 13 | 6  | +7  |
| Guadalajara | 8    | 6  | 3  | 2  | 1  | 13 | 4  | +9  |
| Zacatepec   | 4    | 6  | 1  | 2  | 3  | 7  | 10 | -3  |
| Cruz Azul   | 2    | 6  | 0  | 2  | 4  | 3  | 16 | -13 |

### Grupo 4
| Equipo        | Pts. | PJ | PG | PE | PP | GF | GC | Dif |
| ------------- | ---- | -- | -- | -- | -- | -- | -- | --- |
| Necaxa        | 11   | 6  | 5  | 1  | 0  | 19 | 8  | +11 |
| Irapuato      | 7    | 6  | 3  | 1  | 2  | 14 | 5  | +9  |
| Oro           | 5    | 6  | 1  | 3  | 2  | 7  | 11 | -4  |
| Ciudad Madero | 1    | 6  | 0  | 1  | 5  | 5  | 21 | -16 |

## Fase final
|  | Semifinales   | Semifinales   | Semifinales | Semifinales | Semifinales |   |        | Final  | Final | Final | Final | Final |
|  |               |               |             |             |             |   |        |        |       |       |       |       |
|  | Toluca        | Toluca        | 3           | 0           | 3           |   |        |        |       |       |       |       |
|  | Necaxa (pró.) | Necaxa (pró.) | 3           | 2           | 5           |   |        |        |       |       |       |       |
|  |               |               |             |             |             |   | Necaxa | Necaxa | 3     | 1     | 4     |       |
|  |               | León          | León        | 3           | 0           | 3 |        |        |       |       |       |       |
|  | León          | León          | 4           | 0           | 4           |   |        |        |       |       |       |       |
|  | América       | América       | 0           | 2           | 2           |   |        |        |       |       |       |       |

### Semifinales
| 27 de marzo de 1966 | Toluca                                         | 3:3 (3:1) | Necaxa                            | Estadio Luis Dosal, Toluca de Lerdo |                          |
|                     | Pereda 23' · Majewski 25' (a.g.) · Vázquez 37' |           | Javán 10' · Romo 85' · Juárez 89' | Árbitro(s): Diego Di Leo            | Árbitro(s): Diego Di Leo |

| 31 de marzo de 1966 | Necaxa                   | 2:0 (0:0; 0:0) (Global 5:3) | Toluca | Estadio Universitario, Ciudad de México |                           |
|                     | Peniche 97' · Javán 117' |                             |        | Árbitro(s): Felipe Buergo               | Árbitro(s): Felipe Buergo |

| 27 de marzo de 1966 | León                                               | 4:0 (3:0) | América | Estadio La Martinica, León de Los Aldama |                           |
|                     | Anaya 16', 39' · Estrada 31' · Martínez 54' (a.g.) |           |         | Árbitro(s): Ramiro García                | Árbitro(s): Ramiro García |

| 3 de abril de 1966 | América              | 2:0 (1:0) (Global 2:4) | León | Estadio Universitario, Ciudad de México |                                   |
|                    | Vavá 11' · Zague 65' |                        |      | Árbitro(s): Abel Aguilar Elizalde       | Árbitro(s): Abel Aguilar Elizalde |

### Final
| 10 de abril de 1966                                  | Necaxa                               | 3:3 (0:2) | León                        | Estadio Universitario, Ciudad de México |                          |
|                                                      | Martínez 51' · Juárez 55' · Romo 82' |           | Barajas 7', 59' · Anaya 28' | Árbitro(s): Diego Di Leo                | Árbitro(s): Diego Di Leo |
| Debido al empate, se tuvo que recurrir a otro juego. |                                      |           |                             |                                         |                          |

|       | POR   | Antonio Mota           |  |
|       | DEF   | Tomás Reynoso          |  |
|       | DEF   | Francisco Majewski     |  |
|       | DEF   | Carlos Albert Llorente |  |
|       | DEF   | Mario Pérez            |  |
|       | MED   | Alfredo Romo           |  |
|       | MED   | Antonio Munguía        |  |
|       | DEL   | Roberto Martínez       |  |
|       | DEL   | Dante Juárez           |  |
|       | DEL   | Javán Marinho          |  |
|       | DEL   | Agustín Peniche        |  |
| D. T. | D. T. | Miguel Marín           |  |

|       | POR   | Antonio Muñoz     |     |
|       | DEF   | Roberto López     |     |
|       | DEF   | Efraín Loza       |     |
|       | DEF   | Gil Loza          |     |
|       | DEF   | Olegario Montalvo |     |
|       | MED   | Pachuco López     |     |
|       | MED   | Gabriel Mata      |     |
|       | DEL   | Carlos Barajas    |     |
|       | DEL   | Luis Estrada      | 46' |
|       | DEL   | Sergio Anaya      |     |
|       | DEL   | Amador Fuentes    |     |
| D. T. | D. T. | Luis Grill        |     |

| 51' · 55' · 82' | Roberto Martínez Dante Juárez Alfredo Romo | 2:1 2:2 3:3 |

| 7' · 28' · 59' | Carlos Barajas Sergio Anaya Carlos Barajas | 1:0 2:0 3:2 |

| Principal | Diego Di Leo |

|       | POR   | Antonio Mota           |  |
|       | DEF   | Tomás Reynoso          |  |
|       | DEF   | Francisco Majewski     |  |
|       | DEF   | Carlos Albert Llorente |  |
|       | DEF   | Mario Pérez            |  |
|       | MED   | Alfredo Romo           |  |
|       | MED   | Antonio Munguía        |  |
|       | DEL   | Roberto Martínez       |  |
|       | DEL   | Dante Juárez           |  |
|       | DEL   | Javán Marinho          |  |
|       | DEL   | Agustín Peniche        |  |
| D. T. | D. T. | Miguel Marín           |  |

|       | POR   | Antonio Muñoz     |     |
|       | DEF   | Roberto López     |     |
|       | DEF   | Efraín Loza       |     |
|       | DEF   | Gil Loza          |     |
|       | DEF   | Olegario Montalvo |     |
|       | MED   | Pachuco López     |     |
|       | MED   | Gabriel Mata      |     |
|       | DEL   | Carlos Barajas    |     |
|       | DEL   | Luis Estrada      | 46' |
|       | DEL   | Sergio Anaya      |     |
|       | DEL   | Amador Fuentes    |     |
| D. T. | D. T. | Luis Grill        |     |

| 51' · 55' · 82' | Roberto Martínez Dante Juárez Alfredo Romo | 2:1 2:2 3:3 |

| 7' · 28' · 59' | Carlos Barajas Sergio Anaya Carlos Barajas | 1:0 2:0 3:2 |

| Principal | Diego Di Leo |

|       | POR   | Antonio Mota           |  |
|       | DEF   | Tomás Reynoso          |  |
|       | DEF   | Francisco Majewski     |  |
|       | DEF   | Carlos Albert Llorente |  |
|       | DEF   | Mario Pérez            |  |
|       | MED   | Alfredo Romo           |  |
|       | MED   | Antonio Munguía        |  |
|       | DEL   | Roberto Martínez       |  |
|       | DEL   | Dante Juárez           |  |
|       | DEL   | Javán Marinho          |  |
|       | DEL   | Agustín Peniche        |  |
| D. T. | D. T. | Miguel Marín           |  |

|       | POR   | Antonio Muñoz     |     |
|       | DEF   | Roberto López     |     |
|       | DEF   | Efraín Loza       |     |
|       | DEF   | Gil Loza          |     |
|       | DEF   | Olegario Montalvo |     |
|       | MED   | Pachuco López     |     |
|       | MED   | Gabriel Mata      |     |
|       | DEL   | Carlos Barajas    |     |
|       | DEL   | Luis Estrada      | 46' |
|       | DEL   | Sergio Anaya      |     |
|       | DEL   | Amador Fuentes    |     |
| D. T. | D. T. | Luis Grill        |     |

| 51' · 55' · 82' | Roberto Martínez Dante Juárez Alfredo Romo | 2:1 2:2 3:3 |

| 7' · 28' · 59' | Carlos Barajas Sergio Anaya Carlos Barajas | 1:0 2:0 3:2 |

| Principal | Diego Di Leo |

|       | POR   | Antonio Mota           |  |
|       | DEF   | Tomás Reynoso          |  |
|       | DEF   | Francisco Majewski     |  |
|       | DEF   | Carlos Albert Llorente |  |
|       | DEF   | Mario Pérez            |  |
|       | MED   | Alfredo Romo           |  |
|       | MED   | Antonio Munguía        |  |
|       | DEL   | Roberto Martínez       |  |
|       | DEL   | Dante Juárez           |  |
|       | DEL   | Javán Marinho          |  |
|       | DEL   | Agustín Peniche        |  |
| D. T. | D. T. | Miguel Marín           |  |

|       | POR   | Antonio Muñoz     |     |
|       | DEF   | Roberto López     |     |
|       | DEF   | Efraín Loza       |     |
|       | DEF   | Gil Loza          |     |
|       | DEF   | Olegario Montalvo |     |
|       | MED   | Pachuco López     |     |
|       | MED   | Gabriel Mata      |     |
|       | DEL   | Carlos Barajas    |     |
|       | DEL   | Luis Estrada      | 46' |
|       | DEL   | Sergio Anaya      |     |
|       | DEL   | Amador Fuentes    |     |
| D. T. | D. T. | Luis Grill        |     |

| 51' · 55' · 82' | Roberto Martínez Dante Juárez Alfredo Romo | 2:1 2:2 3:3 |

| 7' · 28' · 59' | Carlos Barajas Sergio Anaya Carlos Barajas | 1:0 2:0 3:2 |

| Principal | Diego Di Leo |

Desempate
| 12 de abril de 1966 | León | 0:1 (0:1) | Necaxa      | Estadio Universitario, Ciudad de México |                           |
|                     |      |           | Peniche 20' | Árbitro(s): Felipe Buergo               | Árbitro(s): Felipe Buergo |

|       | POR   | Antonio Muñoz     |  |
|       | DEF   | Roberto López     |  |
|       | DEF   | Efraín Loza       |  |
|       | DEF   | Gil Loza          |  |
|       | DEF   | Olegario Montalvo |  |
|       | MED   | Gabriel Mata      |  |
|       | MED   | Pachuco López     |  |
|       | DEL   | Carlos Barajas    |  |
|       | DEL   | Sergio Anaya      |  |
|       | DEL   | Salvador Enríquez |  |
|       | DEL   | Amador Fuentes    |  |
| D. T. | D. T. | Luis Grill        |  |

|       | POR   | Antonio Mota           |  |
|       | DEF   | Tomás Reynoso          |  |
|       | DEF   | Carlos Albert Llorente |  |
|       | DEF   | Francisco Majewski     |  |
|       | DEF   | Mario Pérez            |  |
|       | MED   | Alfredo Romo           |  |
|       | MED   | Antonio Munguía        |  |
|       | DEL   | Roberto Martínez       |  |
|       | DEL   | Javán Marinho          |  |
|       | DEL   | Dante Juárez           |  |
|       | DEL   | Agustín Peniche        |  |
| D. T. | D. T. | Miguel Marín           |  |

| 20' | Agustín Peniche | 1:0 |

| Principal | Felipe Buergo |

|       | POR   | Antonio Muñoz     |  |
|       | DEF   | Roberto López     |  |
|       | DEF   | Efraín Loza       |  |
|       | DEF   | Gil Loza          |  |
|       | DEF   | Olegario Montalvo |  |
|       | MED   | Gabriel Mata      |  |
|       | MED   | Pachuco López     |  |
|       | DEL   | Carlos Barajas    |  |
|       | DEL   | Sergio Anaya      |  |
|       | DEL   | Salvador Enríquez |  |
|       | DEL   | Amador Fuentes    |  |
| D. T. | D. T. | Luis Grill        |  |

|       | POR   | Antonio Mota           |  |
|       | DEF   | Tomás Reynoso          |  |
|       | DEF   | Carlos Albert Llorente |  |
|       | DEF   | Francisco Majewski     |  |
|       | DEF   | Mario Pérez            |  |
|       | MED   | Alfredo Romo           |  |
|       | MED   | Antonio Munguía        |  |
|       | DEL   | Roberto Martínez       |  |
|       | DEL   | Javán Marinho          |  |
|       | DEL   | Dante Juárez           |  |
|       | DEL   | Agustín Peniche        |  |
| D. T. | D. T. | Miguel Marín           |  |

| 20' | Agustín Peniche | 1:0 |

| Principal | Felipe Buergo |

|       | POR   | Antonio Muñoz     |  |
|       | DEF   | Roberto López     |  |
|       | DEF   | Efraín Loza       |  |
|       | DEF   | Gil Loza          |  |
|       | DEF   | Olegario Montalvo |  |
|       | MED   | Gabriel Mata      |  |
|       | MED   | Pachuco López     |  |
|       | DEL   | Carlos Barajas    |  |
|       | DEL   | Sergio Anaya      |  |
|       | DEL   | Salvador Enríquez |  |
|       | DEL   | Amador Fuentes    |  |
| D. T. | D. T. | Luis Grill        |  |

|       | POR   | Antonio Mota           |  |
|       | DEF   | Tomás Reynoso          |  |
|       | DEF   | Carlos Albert Llorente |  |
|       | DEF   | Francisco Majewski     |  |
|       | DEF   | Mario Pérez            |  |
|       | MED   | Alfredo Romo           |  |
|       | MED   | Antonio Munguía        |  |
|       | DEL   | Roberto Martínez       |  |
|       | DEL   | Javán Marinho          |  |
|       | DEL   | Dante Juárez           |  |
|       | DEL   | Agustín Peniche        |  |
| D. T. | D. T. | Miguel Marín           |  |

| 20' | Agustín Peniche | 1:0 |

| Principal | Felipe Buergo |

|       | POR   | Antonio Muñoz     |  |
|       | DEF   | Roberto López     |  |
|       | DEF   | Efraín Loza       |  |
|       | DEF   | Gil Loza          |  |
|       | DEF   | Olegario Montalvo |  |
|       | MED   | Gabriel Mata      |  |
|       | MED   | Pachuco López     |  |
|       | DEL   | Carlos Barajas    |  |
|       | DEL   | Sergio Anaya      |  |
|       | DEL   | Salvador Enríquez |  |
|       | DEL   | Amador Fuentes    |  |
| D. T. | D. T. | Luis Grill        |  |

|       | POR   | Antonio Mota           |  |
|       | DEF   | Tomás Reynoso          |  |
|       | DEF   | Carlos Albert Llorente |  |
|       | DEF   | Francisco Majewski     |  |
|       | DEF   | Mario Pérez            |  |
|       | MED   | Alfredo Romo           |  |
|       | MED   | Antonio Munguía        |  |
|       | DEL   | Roberto Martínez       |  |
|       | DEL   | Javán Marinho          |  |
|       | DEL   | Dante Juárez           |  |
|       | DEL   | Agustín Peniche        |  |
| D. T. | D. T. | Miguel Marín           |  |

| 20' | Agustín Peniche | 1:0 |

| Principal | Felipe Buergo |

|                   |
| Necaxa 2do título |

## Goleadores
| Jugador          | Club     | Goles |
| ---------------- | -------- | ----- |
| Dante Juárez     | Necaxa   | 9     |
| Javán Marinho    | Necaxa   | 8     |
| José Luis Aussín | Veracruz | 7     |
| Zague            | América  | 6     |
| Vavá             | América  | 6     |
| Memo Vázquez     | Toluca   | 6     |
| Vicente Pereda   | Toluca   | 5     |
| Sergio Anaya     | León     | 5     |
| Carlos Barajas   | León     | 5     |
| Luis Cazaña      | Irapuato | 5     |